# Clifton Hill (Missouri)
Clifton Hill is een plaats (city) in de Amerikaanse staat Missouri, en valt bestuurlijk gezien onder Randolph County.

## Demografie
Bij de volkstelling in 2000 werd het aantal inwoners vastgesteld op 124. In 2006 is het aantal inwoners door het United States Census Bureau geschat op 130, een stijging van 6 (4,8%).

## Geografie
Volgens het United States Census Bureau beslaat de plaats een oppervlakte van 0,3 km², geheel bestaande uit land. Clifton Hill ligt op ongeveer 228 m boven zeeniveau.

## Plaatsen in de nabije omgeving
De onderstaande figuur toont nabijgelegen plaatsen in een straal van 20 km rond Clifton Hill.